# Kretinga

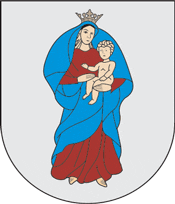
Kretingas vapen.

Kretinga (tyska Krottingen) är en stad i provinsen Klaipėda i västra Litauen. Kretinga, som för första gången nämns i ett dokument från år 1253, hade 21 460 invånare år 2008.

## Sport
- FK Minija (2017)
- FK Minija (1962)

## Personer från Kretinga
- Berek Joselewicz (död 1809), överste i polska armén
- Justina Vitkauskaitė Bernard (född 1978), litauisk politiker
- Valdas Trakys (född 1979), litauisk fotbollsspelare